# Turn Loose the Swans
Turn Loose The Swans es el segundo álbum en la carrera del grupo de death/doom My Dying Bride. Este disco marcó la transición final en el sonido de la banda de un híbrido entre el death metal más brutal y rápido, y el death/doom lento que estaba en ascenso en toda Europa. La voz de Aaron Stainthorpe deja de ser totalmente gutural como lo era en el disco anterior, para dar paso a las voces limpias, ya sea en forma de canto o recitación. En cuanto a los ritmos, toda la instrumentación se hace más lenta y el disco aumentó considerablemente en duración en relación con As The Flower Withers. 
Por otro lado, la lírica se contrajo en el sentido de la complejidad que la acompañaba anteriormente. Ya no se aprecian pasajes en latín o canciones enteras en este idioma como lo era "Sear Me", ni tampoco la furiosa mezcla entre conceptos del death y del doom metal, tales como la desesperación y la tristeza. El ataque al cristianismo y a la religión en general implícitos en el disco anterior, pasan aquí a un segundo plano pero sus nombres aparecen claramente. Aquí, Aaron prefiere acercarse casi totalmente a las emociones típicamente abordadas en el doom metal, a un romanticismo con temas referentes al dúo amor/perdición.
Las letras de la canción "Black God" derivan de las últimas ocho líneas de un poema llamado "Ah! The Shepard's Mournful Fate" de autoría del poeta escocés del siglo XVIII William Hamilton.
Aaron Stainthorpe se encargó de realizar el arte y portada de este álbum. 
El álbum fue grabado y mezclado por Academy Studio en Inglaterra a manos de Keith Appleton quien ya había trabajado para su demo Symphonaire Infernus Et Spera Empyrium de 1991 y su primer LP, As The Flower Withers de 1992, y quien también trabajaría con otras bandas de Peaceville Records como Paradise Lost y Anathema. 

## Información del álbum
- "Sear Me MCMXCIII" fue la segunda canción de la trilogía en recibir este título, precedida por "Sear Me" de As The Flower Withers de 1992 y seguida por "Sear Me III" en 1999, que en relación con estilo es muy parecida a la original, siendo una composición hecha por toda la banda. Sin embargo, en la versión de este álbum sólo aparecen la voz de Aaron, y el teclado y violín de Martin Powell. Esta versión también presenta una lírica distinta a la de las otras versiones.
- Se hizo un video de "The Songless Bird" en el cual aparece la banda corriendo en cámara lenta por pasajes yermos. Este video se puede hallar en "For Darkest Eyes".
- El relanzamiento de este álbum en 2003 contenía como bonus tracks a "Le Cerf Malade", un instrumental de "The Thrash Of Naked Limbs", "Trascending (Into The Exquisite)", un remix de canciones de este disco tomadas del siguiente EP de la banda "I Am The Bloody Earth", y una versión en vivo de "Your Shameful Heaven" del CD bonus de "The Angel and The Dark River".

## Lista de canciones
1. "Sear Me MCMXCIII" – 7:21
2. "Your River" – 9:24
3. "The Songless Bird" – 7:00
4. "The Snow in My Hand" – 7:08
5. "The Crown of Sympathy" – 12:15
6. "Turn Loose the Swans" – 10:08
7. "Black God" – 4:52
8. "Le Cerf Malade" – 6:31 *
9. "Transcending (Into the Exquisite)" – 8:39 *
10. "Your Shameful Heaven (live)" – 5:56 *

- *Pista adicional en digipak

## Créditos
- Aaron Stainthorpe - voces
- Andrew Craighan - guitarra
- Calvin Robertshaw - guitarra
- Adrian Jackson - bajo
- Martin Powell - violín, teclado
- Rick Miah - batería

- Datos: Q2709093